# Васютины
 Васютины  — деревня в Кирово-Чепецком районе Кировской области в составе Бурмакинского сельского поселения.

## География
Расположена на расстоянии примерно 7 км на запад по прямой от центра поселения села Бурмакино.

## История
Известна была с 1747 года как починок Ступинский, в 1764 25 жителей. В 1873 в починке (Ступинский или Васютинская) дворов 4 и жителей 53, в 1905 (деревня Ступинского или Васютины) 10 и 85, в 1926 (Васютины или или Ступинский) 11 и 77, в 1950 22 и 115, в 1989 уже нет постоянных жителей.

## Население
Постоянное население не было учтено как в 2002 году, так и в 2010.